# Ratbertus d'Arles
Ratbertus ( ? - post 769) dit aussi Ratbert ou Rambert.
Archevêque d'Arles (c.769)

## Biographie
Ratbertus d’Arles  figure sur les diptyques épiscopaux mais est très peu connu. Il est évoqué comme participant au concile de Rome de 769 par Jean-Pierre Papon et par Charles-Louis Richard qui donne quelques détails supplémentaires.  Toutefois, la liste des participants de ce concile ne mentionne pas ce nom. 
Certains croient que cet archevêque d'Arles pourrait être l'évêque Rapertus le fondateur du monastère de Werith en Suisse (Aargau) ; en effet, on y trouve le culte du saint arlésien Trophime, ce qui prouve des rapports avec Arles. Mais d'autres rejettent cette interprétation.

### Sources et références
- Jean-Pierre Papon  - Histoire générale de Provence - Moutard, 1777 – page 305
- Charles-Louis Richard  - Bibliothèque sacrée, ou Dictionnaire universel historique, dogmatique, canonique, géographique et chronologique des sciences ecclésiastiques – 1827 – page 69.
- Joseph Hyacinthe Albanés - Gallia christiana novissima; ouvrage accessible sur Gallica ici